# Carl Wilhelm Siemens

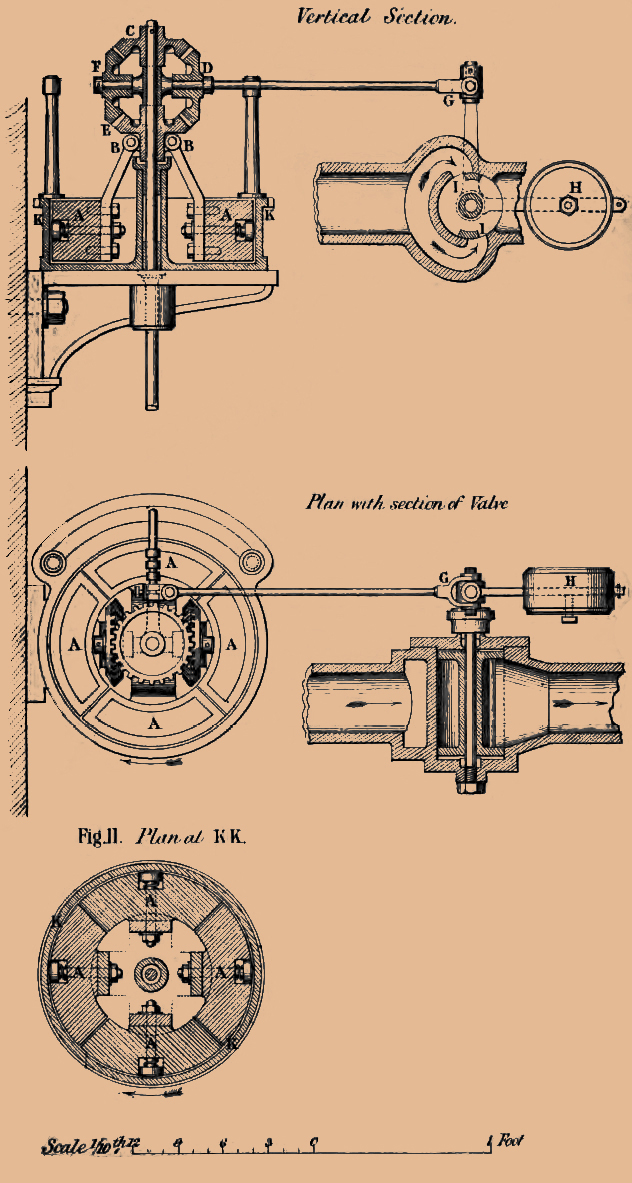
Chronometrische regelaar van de gebroeders Siemens, verbeterde uitvoering

Carl Wilhelm Siemens (Lenthe, 4 april 1823 – Londen, 19 november 1883) was een in Duitsland geboren uitvinder, ingenieur, natuurwetenschapper en industrieel die het grootste gedeelte van zijn leven doorbracht in Engeland, waar hij zich Charles William Siemens noemde. In 1859 werd hij Brits staatsburger.

## Biografie
Siemens werd geboren in Lenthe nabij Hannover als vierde zoon van de arme pachtboer Christian Ferdinand Siemens (1787-1840) en Eleonore Henriette Deichmann (1792-1839). Hij was een jongere broer van de latere Duitse industrieel Ernst Werner Siemens, waarmee hij altijd een nauwe band onderhield.
Siemens' academische scholing begon op het gymnasium van Lübeck, gevolgd door de handelsschool van Maagdenburg. Een jaar na zijn examen overleed zijn moeder en kort daarna ook zijn vader. Na de handelsschool ging hij naar de universiteit van Göttingen, waar hij lessen volgde in de wis-, schei- en natuurkunde. Op zijn negentiende verliet hij de universiteit voortijdig om leerling technicus te worden.
Vandaaruit ontwikkelde hij met zijn broer Werner een nieuwe methode van elektroplating. Voor de commerciële exploitatie van hun uitvinding vertrok Wilhelm in de lente van 1843 naar Londen, waar hij rechten op het proces voor £1600 wist te verkopen aan de neven Henry en George Elkington.
Een jaar later keerde hij terug naar Engeland met een door zijn broer Werner en hem ontwikkelde differentiële regelaar (later chronometrische regelaar genoemd) voor stoommachines. Ditmaal besloot hij in Engeland te blijven, waarmee Hannover in die tijd verbonden was. In 1850 leidde hij de Londense dochterbedrijf van Siemens & Halske, die na het verlaten van Halske in 1865 als de onderneming Siemens Brothers & Co. verderging. In 1869 richtte hij het bedrijf Landore Siemens Steel Company op.
Op 23 juli 1859 trad Siemens in het huwelijk met de Schotse Anne Gorden, de jongste dochter van Mr. Joseph Gorden.

## Carrière

### Siemens-Martinproces
Samen met zijn broer Friedrich (1826-1904) ontwikkelde Siemens in 1856 de regeneratieve oven. In deze open-haardoven worden de hete verbrandingsgassen hergebruikt om de binnenkomende lucht en brandstofgassen voor te verwarmen. Hoewel de oven eigenlijk bedoeld was voor het smelten van glas, slaagde de Fransman Pierre-Émile Martin erin om in 1863 diens oven geschikt te maken voor het smelten van staalschroot. Tot de opkomst van het oxystaalproces in de jaren 1950 was het Siemens-Martinproces decennialang de standaard bij de productie van staal.

### Telegrafie
Een ander gebied waar Siemens succesvol was, was zijn werk op het gebied van telegrafie en dan met name de fabricage en het leggen van onderzeese telegrafiekabels. Samen met zijn broers Werner en Carl Siemens was hij betrokken bij de aanleg van de Indo-Europese telegrafielijn – van Londen naar Calcutta. Terwijl Berlijn en Sint Petersburg verantwoordelijk waren voor de landlijnen nam Carl Wilhelm de onderzeese verbinding door de Zwarte Zee voor zijn rekening.
Op 12 april 1870 werd de lijn officieel in gebruik genomen om vervolgens – op een korte onderbreking tijdens de Eerste Wereldoorlog na – tot 1931 in bedrijf te blijven. Hierna begon hij samen met Werner aan een nog groter project, de aanleg van een trans-Atlantische kabelverbinding. In tegenstelling tot de trans-Atlantische telegraafkabel van Cyrus West Field besloten de gebroeders Siemens een onderzeese kabel te leggen die Ierland rechtstreeks verbond met de Verenigde Staten, zonder Newfoundland aan te doen. Speciaal hiervoor ontwikkelden ze het kabellegschip Faraday. Ondanks enkele tegenslagen – de kabel brak en zonk af naar 5 kilometer diepte – kon in 1874 deze lijn in gebruik worden genomen. In de volgende tien jaar zou Siemens Brothers & Co. met het kabellegschip Faraday nog zes trans-Atlantische telegrafielijnen leggen.

## Erkenning
In 1962 werd Siemens als lid opgenomen in de Royal Society en was later voorzitter van het Institute of Mechanical Engineers (1872-1873), de Society of Telegraph Engineers (1872, 1878), de Iron and Steel Institute (1877) evenals de British Association for the Advancement of Science (1882). Eredoctoraten verkreeg hij van de universiteiten van Oxford, Glasgow, Dublin en Würzburg. Een paar maanden voor zijn overlijden werd hij door koningin Victoria in de adelstand verheven, waarna hij zich korte tijd Sir William Siemens mocht noemen.